# Cliftonville FC
Cliftonville FC este un club de fotbal din Belfast, Irlanda de Nord.

## Palmares
- Irish League: 3
  - 1905/06 (shared), 1909/10, 1997/98
- Cupa Irish: 8
  - 1882/83, 1887/88, 1896/97, 1899/00, 1900/01, 1906/07, 1908/09, 1978/79
- Cupa Irish League: 1
  - 2003/04
- Gold Cup: 3
  - 1922/23, 1932/33, 1980/81
- Cupa Floodlit: 1
  - 1995/96
- County Antrim Shield: 8
  - 1891/92, 1893/94, 1897/98, 1925/26, 1978/79, 1996/97, 2006/07, 2008/09
- Cupa Belfast Charity: 10
  - 1884, 1886, 1887, 1888, 1889, 1897, 1906, 1908, 1909, 1924
- Charity Shield: 1
  - 1998
- Cupa Alhambra: 1
  - 1922
- Irish League B Division/B Division Section 2/Reserve League: 3
  - 1953/54†, 1980/81†, 2000/01†
- Cupa Irish Intermediate: 3
  - 1896/97†, 1900/01†, 1902/03†
- Cupa George Wilson: 2
  - 1999/2000†, 2007/08†
- Cupa Steel & Sons: 6
  - 1899/00†, 1901/02†, 1906/07†, 1907/08†, 1913/14†, 1921/22†
- Clarence Cup: 1
  - 1932/33‡
- Cupa Irish Junior: 5
  - 1888/89†, 1892/93†, 1904/05‡, 1908/09‡, 1932/33‡